# キャムローズ子爵
キャムローズ子爵（英: Viscount Camrose）は、イギリスの子爵、貴族。連合王国貴族爵位。実業家ウィリアム・ベリーが1941年に叙されたことに始まる。なお、弟ゴーマーも1936年にケムズリー男爵（のち子爵）に叙されたため、兄弟そろって貴族となった。

## 歴史
ウィリアム・ベリー(1879-1954)は、弟ゴーマーととも数々の英大手新聞社を買収した実業家である。ベリー兄弟率いる新聞紙面の論調としては、ポピュリズムに走りがちなビーヴァーブルック男爵（『デイリー・エクスプレス』）、ロザミア子爵（『デイリー・メール』）の各新聞と違い、一貫して政府を支持し、保守本流を支えるスタンスだった。そのため保守党のスタンリー・ボールドウィン首相と親しく、やがて兄弟そろって爵位を与えられることとなる。まず兄の方が貴族に叙されることとなり、1921年に連合王国準男爵位の（ハンプシャー州ハックウッド・パークの）準男爵（Baronet, of Hackwood Park, in the County of Hampshire）に授けられた。さらに『デイリー・テレグラフ』紙の経営権を得た翌年の1929年、連合王国貴族としてサリー州ロング・クロスのキャムローズ男爵（Baron Camrose, of Long Cross in the County of Surrey）に叙された。さらに1941年にはサウサンプトン州ハックウッド・パークのキャムローズ子爵（Viscount Camrose, of Hackwood Park in the County of Southampton）に陛爵している。

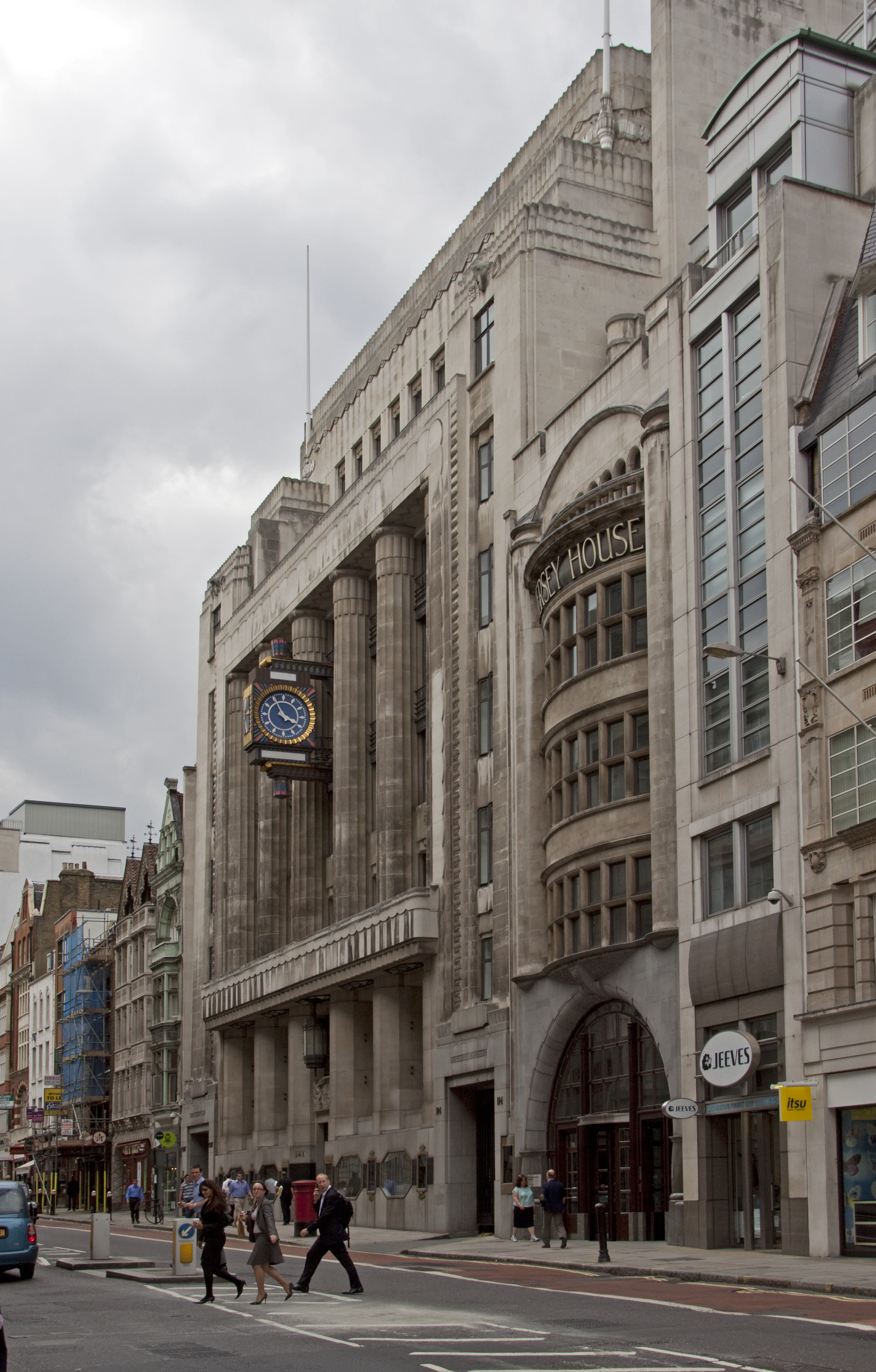
初代子爵が社主を務めたデイリー・テレグラフ紙本社

初代子爵ののちは、その息子ジョンが爵位を継承した。2代子爵ジョン(1909-1995)が嗣子なく没すると、爵位は弟ウィリアムの系統に移行することとなった。
ウィリアム・マイケル・ベリー(1911-2001)は父祖の新聞事業を引き継いで活動したほか、1968年1月19日に一代貴族たるシティ・オブ・オンドンにおけるピーターバラ・コートのハートウェル男爵（Baron Hartwell, of Peterborough Court in the City of London）に叙せられている。彼は最晩年（1995年）に兄ジョンの死去に伴って、キャムローズ子爵を継承すると同時に、1963年貴族法に基づいて爵位一代放棄を行った。彼が2001年に没すると、ハートウェル男爵は消滅した。
その孫にあたる5代子爵ジョナサン(1970-)が2020年現在のキャムローズ子爵家現当主である。

## 現当主の保有爵位/準男爵位
現当主である第5代キャムローズ子爵ジョナサン・ウィリアム・ベリーは、以下の爵位を有する。
- 第5代サウサンプトン州ハックウッド・パークのキャムローズ子爵（5th Viscount Camrose, of Hackwood Park in the County of Southampton）
(1941年1月20日の勅許状による連合王国貴族爵位)
- 第5代サリー州ロング・クロスのキャムローズ男爵（5th Baron Camrose, of Long Cross in the County of Surrey）
(1929年6月19日の勅許状による連合王国貴族爵位)
- 第5代（ハンプシャー州ハックウッド・パークの）準男爵（5th Baronet, of Hackwood Park, in the County of Hampshire）
(1921年7月4日の勅許状による連合王国準男爵位)

## キャムローズ子爵（1941年）
- 初代キャムローズ子爵ウィリアム・ユワート・ベリー（英語版） (1879–1954)
- 第2代キャムローズ子爵ジョン・シーモア・ベリー（英語版） (1909–1995)
- 第3代キャムローズ子爵ウィリアム・マイケル・ベリー (1911–2001) (1968年ハートウェル男爵叙爵、1995年に爵位一代放棄)
- 第4代キャムローズ子爵エイドリアン・マイケル・ベリー（英語版） (1937–2016)
- 第5代キャムローズ子爵ジョナサン・ウィリアム・ベリー(1970-)

爵位の推定相続人は、現当主の息子であるヒューゴ・ウィリアム・ベリー(2000-)閣下。

## 系図
- 初代キャムローズ子爵ウィリアム・ユワート・ベリー（英語版） (1879–1954)
  -  第2代キャムローズ子爵ジョン・シーモア・ベリー（英語版） (1909–1995)
  -  第3代キャムローズ子爵ウィリアム・マイケル・ベリー（英語版） (1911–2001) 1995年に爵位一代放棄
    -  第4代キャムローズ子爵エイドリアン・マイケル・ベリー（英語版） (1937–2016)
      -  第5代キャムローズ子爵ジョナサン・ウィリアム・ベリー (1970 -)
        - (1) ヒューゴ・ウィリアム・ベリー閣下  (2000 - )
        - (2) トビアス・ファーノー・ベリー閣下'  (2003 - )

    - ニコラス・ウィリアム・ベリー閣下 (1942–2016)
      - (3) ウィリアム・アレクサンダー・ベリー (1978 - )

  - ジュリアン・ベリー (1920–1988)
    - (4) サイモン・ユワート・ベリー (1955 - )

### 註釈
1. ↑  初代子爵ウィリアムは3兄弟の次男として生まれて、その兄はバックランド男爵（英語版）に叙されたほか、末弟はケムズリー子爵に叙されている。
2. ↑  彼は襲爵と同時に爵位一代放棄を行使したため、その意思を尊重して、爵位に関する敬称はこれを省く。
3. ↑  当該爵位一代放棄は子爵位及び男爵位を対象に行われたもの。一代貴族爵位は爵位放棄できないことから、ハートウェル男爵位はその対象外であった。